# Empire Building
Das Empire Building, offiziell 71 Broadway, ist ein 22-stöckiges Hochhaus in Manhattan in New York City, Vereinigte Staaten. Es wurde 1895 nach den Plänen von Kimball & Thompson geplant und von Marc Eidlitz & Son bis 1898 errichtet. Zwischen 1901 und 1976 beherbergte es den Sitz der United States Steel Corporation und wurde 1997 in ein Apartmentgebäude umgewandelt.
Das Wohnhochhaus befindet sich zwischen Broadway und Trinity Place an der Rector Street im Financial District in Lower Manhattan (Downtown). Direkte Nachbarn sind nördlich die Trinity Church und südlich das Hochhaus 65 Broadway. Gegenüber stehen das American Surety Building und der 200 Meter hohe Wolkenkratzer One Wall Street, bei dem die Wall Street beginnt. Das Empire Building ist nur wenige Blocks vom World Trade Center entfernt.

## Geschichte
Orlando B. Potter erwarb 1884 ein sechsstöckiges Brownstone-Bürogebäude am Broadway 71. Hier wurde 1891 ein Attentat auf Russell Sage verübt. Nach dem Tod Potters 1894 gaben seine Erben das heutige Bauwerk in Auftrag. Am 23. April 1919 kaufte die United States Steel Corporation, die seit ihrer Gründung 1901 einer der wichtigsten Mieter von Räumen im Gebäude war, das Haus für etwa fünf Millionen US-Dollar von den Erben. Der Konzern hatte darin bis 1976 sein Hauptquartier. Das Unternehmen verkaufte das Gebäude 1973, unterhielt aber noch bis Mitte der 1980er Jahre darin Büroräume.
Das Empire Building wurde 1997 in ein Wohngebäude mit 237 Apartments umgebaut, nachdem die World-Wide Group of Manhattan das zwangsversteigerte Anwesen für rund zehn Millionen US-Dollar erworben hatte.
Am 25. Juni 1996 wurde das Empire Building von der Landmarks Preservation Commission der Stadt New York zum Denkmal erklärt, 1998 erfolgte die Eintragung in das National Register of Historic Places. Das Gebäude ist des Weiteren Bestandteil des 2007 vom National Register of Historic Places ausgewiesenen historischen Bezirks Wall Street Historic District.

## Architektur
Das Empire Building ist 97,2 Meter (319 Fuß) hoch und besitzt wegen einem Geländegefälle am Broadway 21 und an der Trinity Place 22 oberirdische Stockwerke. Das Grundstück hat am Broadway eine Länge von 24 Metern, misst 68 Meter entlang der Rector Street und die Front zur Trinity Place ist rund 15 Metern lang. Insgesamt hat das Gebäude eine Grundfläche von 1302 m² und eine gesamte Nutzfläche von rund 28.000 Quadratmetern. Einige Teile des Einganges am Broadway reichen über die Grundstücksgrenze hinaus. An der Rector Street grenzt das Gebäude an den Kirchhof der Trinity Church, schafft so eine Szenerie für die Kirche und es wird ein ungehinderter Blick auf das Gebäude ermöglicht.
Das Fundament des Gebäudes wurde von Charles Sooysmith entworfen, der dabei eine Mischung von Gitternetz und 23 Senkkästen vorsah, die sieben Meter in den Untergrund getrieben wurden. Es ist damit eines der frühesten noch existierenden Hochhäuser, das mit Hilfe von Senkkästen gebaut wurde. Das Gebäude im Stil der Beaux-Arts-Architektur verfügt über einen Stahlskelettbau mit vorgehängter Fassade aus Granitplatten.

### Entwurf
Das Gebäude ist in drei unterschiedliche Bereiche geteilt, Basis, Mittelteil und Kapitell, wie bei einer Säule mit klassischer Säulenordnung. Der Originalentwurf sah eine Verkleidung der Basis mit Terrakotta vor, die Eigentümer entschieden sich dann allerdings für Granit. Der Mittelteil besteht aus zwölf Stockwerken mit weißen, rustikalen Granitplatten. Das Kapitell besteht aus einer vierstöckigen Kolonnaden-Loggia und einem Gesims aus Metall. Beim Kellergeschoss handelt es sich um ein Vollgeschoss, das an der Rector Street freigestellt ist und am Trinity Place eine Ladenfront bildet. Dies ist auf die unterschiedliche Höhe der Straßenebene vor und hinter dem Gebäude zurückzuführen. Der Haupteingang auf der Broadway-Seite ist in der Art eines Triumphbogens gestaltet, ein großer Torbogen wird von zwei kleineren flankiert, die zu den Läden im Erdgeschoss führen.

### Veränderungen
Die 22. Etage wurde von John C. Westervelt entworfen und 1930 hinzugefügt. Der Haupteingang am Broadway, der Eingang an der Trinity Place und die Verbindung zur Hochbahn an der Trinity Place wurden 1938 durch Walker & Gillette im Stil des Art déco neugestaltet.

## Ansichten

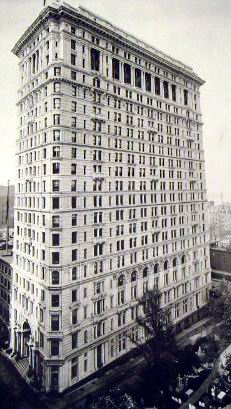
Historische Ansicht von 1898
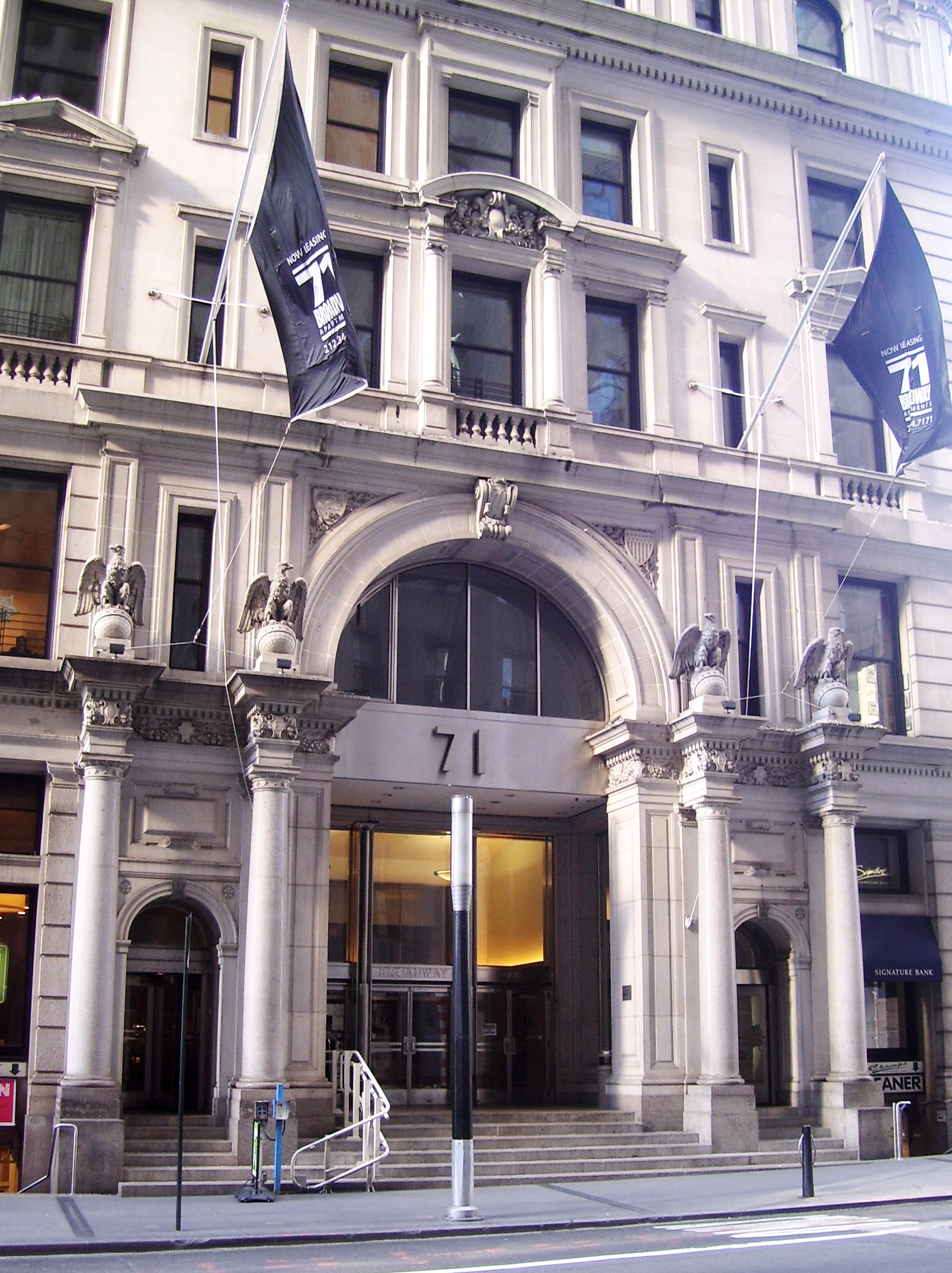
Der Haupteingang am Broadway 2012
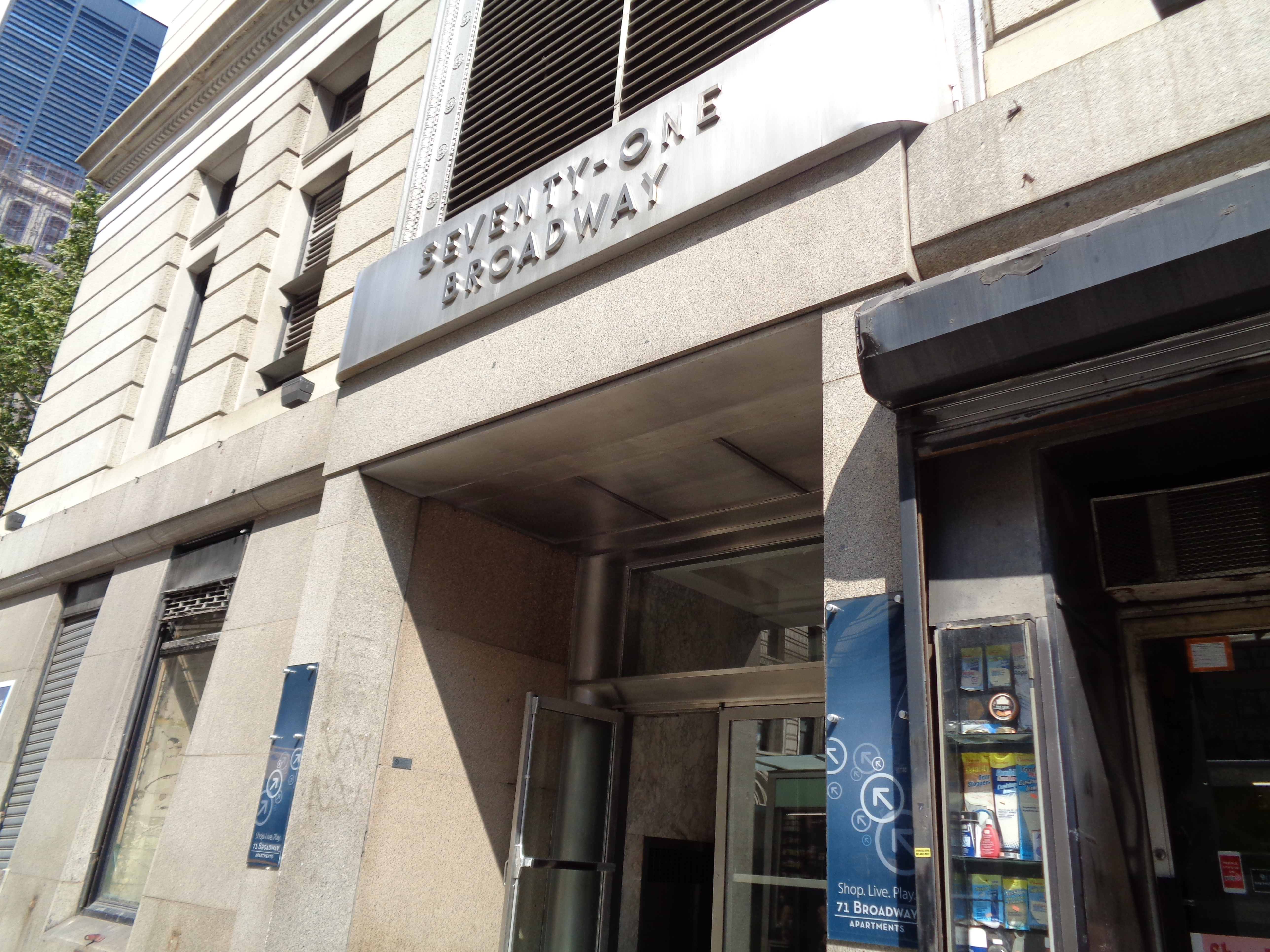
Eingang in der Trinity Place
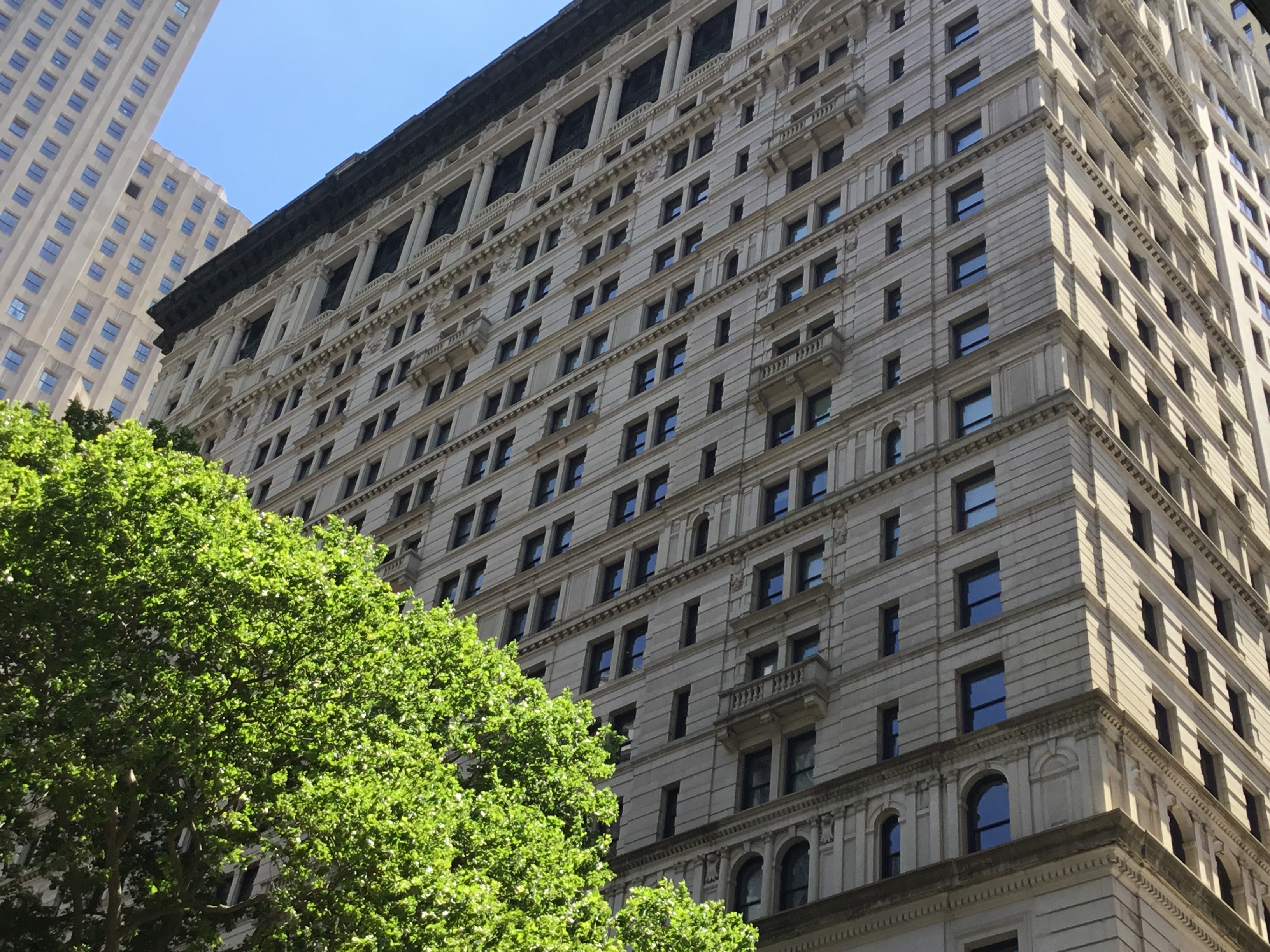
Blick vom Kirchgarten der Trinity Church im Juni 2022